# تولد نور
تولد نور فیلم مستندی به کارگردانیِ عبّاس کیارستمی است که در سال ۱۳۷۶ در ایران ساخته شد.